# 河内長野市立小山田小学校
河内長野市立小山田小学校（かわちながのしりつおやまだしょうがっこう）は、大阪府河内長野市にある公立小学校。

## 沿革
- 1873年[矛盾 ⇔ 河内長野市立千代田小学校] - 創立、校舎は現在の小山田自治会中央集会所付近にあった。
- 1940年（昭和15年） - 南河内郡小山田国民学校と改称。
- 1947年（昭和22年） - 長野町立小山田小学校と改称。
- 1954年（昭和29年） - 現校名に改称。
- 1964年（昭和39年） - 現在地に移転。
- 1973年（昭和48年） - 河内長野市立楠小学校を分離。

## 通学区域
- 河内長野市
  - あかしあ台2丁目（一部）、小山田町（一部）、寿町（一部）、昭栄町（一部）、荘園町、千代田台町、西之山町（一部）

卒業生は基本的に河内長野市立長野中学校に進学する。

## 交通
- 南海バス「赤峯」下車すぐ。